# Área de Proteção Ambiental Igarapé São Francisco
A Área de Proteção Ambiental Igarapé São Francisco está localizada no estado do Acre na região norte do Brasil. O bioma predominante é o da Floresta Amazônica.